# El martirio de san Bartolomé (Tiepolo)
El martirio de San Bartolomé es un lienzo de Tiépolo, hecho en sus primeros años en Venecia. 
El testamento de Andrea Stazzio, patricio de Venecia, indicaba la realización de varias obras sobre la vida de los doce apóstoles para la iglesia de San Stae. Entre los pintores a los que les fue encargada esta comisión se encontraban Sebastiano Ricci y Giovanni Antonio Pellegrini, además de Tiépolo.
Cada artista debería realizar una pintura sobre la vida de un apóstol, y a Tiépolo le tocó en suerte representar a San Bartolomé.
Los cuadros estaban originalmente planeados para situarse en una de las naves del templo pero finalmente se ubicaron en el presbiterio, donde aún se encuentran.

## Análisis
Se trata de una pieza con coloración oscura y sumo dramatismo. A pesar de pertenecer al primer período de Tiépolo, posee un acertado realismo en las figuras.
El cuadro muestra el momento del martirio, cuando Bartolomé es despojado de su piel. Domina la composición una diagonal que dibuja el cuerpo del santo entre sus víctimas, reflejando la crueldad del momento captado. La vehemencia con que el apóstol encauza sus brazos hacia el cielo, sugiriendo una alusión a la figura divina, subyace el rayo de luz que viene desde lo alto.
A la postre, Tiépolo se trasladaría a España, donde algunas de sus obras serían observadas y estudiadas por el joven Francisco de Goya, que también debió de haber visto este cuadro en su viaje a Italia en 1771. La violencia que irradia este lienzo fue repetida por el maestro aragonés en su cuadro El tres de mayo de 1808 en Madrid.